# Coppa Italia 2021-2022 (turni eliminatori)
I turni eliminatori della Coppa Italia 2021-2022 si sono disputati tra il 7 agosto e il 16 dicembre 2021. Hanno partecipato a questa prima fase della competizione 36 club suddivisi in 12 di Serie A, 20 di Serie B e 4 di Serie C; 8 di essi si sono qualificati alla fase finale, composta da 16 squadre.

## Date
| Fase              | Turno             | Data                    |                         |
| ----------------- | ----------------- | ----------------------- | ----------------------- |
| Turni eliminatori | Turno preliminare | 7-8 agosto 2021         | 7-8 agosto 2021         |
| Turni eliminatori | Trentaduesimi     | 13-14-15-16 agosto 2021 | 13-14-15-16 agosto 2021 |
| Turni eliminatori | Sedicesimi        | 14-15-16 dicembre 2021  | 14-15-16 dicembre 2021  |

## Squadre
| Legenda                                                                  | Legenda             | Legenda                       | Legenda |
| ------------------------------------------------------------------------ | ------------------- | ----------------------------- | ------- |
| I club con numero di tabellone 1-8 sono già qualificati alla fase finale |                     |                               |         |
| I club vincitori dei sedicesimi avanzano alla fase finale                |                     |                               |         |
| I club sconfitti nel turno preliminare,                                  | nei trentaduesimi e | nei sedicesimi sono eliminati |         |

| Squadre  | Rank    |
| Serie A  | Serie A |
| -------- | ------- |
| Juventus | 1       |
| Inter    | 2       |
| Milan    | 3       |
| Atalanta | 4       |
| Napoli   | 5       |
| Lazio    | 6       |
| Roma     | 7       |
| Sassuolo | 8       |

| Squadre     | Rank    |
| Serie A     | Serie A |
| ----------- | ------- |
| Sampdoria   | 9       |
| Verona      | 10      |
| Genoa       | 11      |
| Bologna     | 12      |
| Fiorentina  | 13      |
| Udinese     | 14      |
| Spezia      | 15      |
| Cagliari    | 16      |
| Torino      | 17      |
| Empoli      | 18      |
| Salernitana | 19      |
| Venezia     | 20      |
| Serie B     |         |
| Benevento   | 21      |
| Crotone     | 22      |
| Parma       | 23      |
| Cittadella  | 24      |

| Squadre      | Rank    |
| Serie B      | Serie B |
| ------------ | ------- |
| Monza        | 25      |
| Lecce        | 26      |
| Brescia      | 27      |
| SPAL         | 28      |
| Frosinone    | 29      |
| Reggina      | 30      |
| L.R. Vicenza | 31      |
| Cremonese    | 32      |
| Pisa         | 33      |
| Pordenone    | 34      |
| Ascoli       | 35      |
| Cosenza      | 36      |

| Squadre     | Rank    |
| Serie B     | Serie B |
| ----------- | ------- |
| Ternana     | 37      |
| Perugia     | 38      |
| Como        | 39      |
| Alessandria | 40      |
| Serie C     |         |
| Padova      | 41      |
| Catanzaro   | 42      |
| Südtirol    | 43      |
| Avellino    | 44      |

## Tabellone
|  | Turno preliminare | Turno preliminare | Turno preliminare |  |  | Trentaduesimi | Trentaduesimi   | Trentaduesimi |  |    | Sedicesimi  | Sedicesimi | Sedicesimi |
|  |                   |                   |                   |  |  |               |                 |               |  |    |             |            |            |
|  | 41                | Padova            | 0                 |  |  | 9             | Sampdoria       | 3             |  |    |             |            |            |
|  | 40                | Alessandria (dts) | 2                 |  |  | 40            | Alessandria     | 2             |  |    | 9           | Sampdoria  | 2          |
|  |                   |                   |                   |  |  | 17            | Torino (dtr)    | 0 (4)         |  | 17 | Torino      | 1          |            |
|  |                   |                   |                   |  |  | 32            | Cremonese       | 0 (1)         |  |    |             |            |            |
|  |                   |                   |                   |  |  |               |                 |               |  |    |             |            |            |
|  |                   |                   |                   |  |  | 16            | Cagliari        | 3             |  |    |             |            |            |
|  |                   |                   |                   |  |  | 33            | Pisa            | 1             |  |    | 16          | Cagliari   | 3          |
|  |                   |                   |                   |  |  | 24            | Cittadella      | 2             |  | 24 | Cittadella  | 1          |            |
|  |                   |                   |                   |  |  | 25            | Monza           | 1             |  |    |             |            |            |
|  |                   |                   |                   |  |  |               |                 |               |  |    |             |            |            |
|  |                   |                   |                   |  |  | 13            | Fiorentina      | 4             |  |    |             |            |            |
|  |                   |                   |                   |  |  | 36            | Cosenza         | 0             |  |    | 13          | Fiorentina | 2          |
|  |                   |                   |                   |  |  | 21            | Benevento (dts) | 2             |  | 21 | Benevento   | 1          |            |
|  |                   |                   |                   |  |  | 28            | SPAL            | 1             |  |    |             |            |            |
|  |                   |                   |                   |  |  |               |                 |               |  |    |             |            |            |
|  |                   |                   |                   |  |  | 20            | Venezia (dtr)   | 1 (8)         |  |    |             |            |            |
|  |                   |                   |                   |  |  | 29            | Frosinone       | 1 (7)         |  |    | 20          | Venezia    | 3          |
|  | 37                | Ternana (dtr)     | 1 (4)             |  |  | 12            | Bologna         | 4             |  | 37 | Ternana     | 1          |            |
|  | 44                | Avellino          | 1 (3)             |  |  | 37            | Ternana         | 5             |  |    |             |            |            |
|  |                   |                   |                   |  |  |               |                 |               |  |    |             |            |            |
|  | 38                | Perugia           | 1                 |  |  | 11            | Genoa           | 3             |  |    |             |            |            |
|  | 43                | Südtirol          | 0                 |  |  | 38            | Perugia         | 2             |  |    | 11          | Genoa      | 1          |
|  |                   |                   |                   |  |  | 19            | Salernitana     | 2             |  | 19 | Salernitana | 0          |            |
|  |                   |                   |                   |  |  | 30            | Reggina         | 0             |  |    |             |            |            |
|  |                   |                   |                   |  |  |               |                 |               |  |    |             |            |            |
|  |                   |                   |                   |  |  | 14            | Udinese         | 3             |  |    |             |            |            |
|  |                   |                   |                   |  |  | 35            | Ascoli          | 1             |  |    | 14          | Udinese    | 4          |
|  |                   |                   |                   |  |  | 22            | Crotone (dtr)   | 2 (4)         |  | 22 | Crotone     | 0          |            |
|  |                   |                   |                   |  |  | 27            | Brescia         | 2 (2)         |  |    |             |            |            |
|  |                   |                   |                   |  |  |               |                 |               |  |    |             |            |            |
|  |                   |                   |                   |  |  | 34            | Pordenone       | 1             |  |    |             |            |            |
|  |                   |                   |                   |  |  | 15            | Spezia          | 3             |  |    | 15          | Spezia     | 0          |
|  |                   |                   |                   |  |  | 23            | Parma           | 1             |  | 26 | Lecce       | 2          |            |
|  |                   |                   |                   |  |  | 26            | Lecce           | 3             |  |    |             |            |            |
|  |                   |                   |                   |  |  |               |                 |               |  |    |             |            |            |
|  |                   |                   |                   |  |  | 18            | Empoli          | 4             |  |    |             |            |            |
|  |                   |                   |                   |  |  | 31            | L.R. Vicenza    | 2             |  |    | 10          | Verona     | 3          |
|  | 39                | Como              | 2 (3)             |  |  | 10            | Verona          | 3             |  | 18 | Empoli      | 4          |            |
|  | 42                | Catanzaro (dtr)   | 2 (4)             |  |  | 42            | Catanzaro       | 0             |  |    |             |            |            |
|  |                   |                   |                   |  |  |               |                 |               |  |    |             |            |            |

## Turno preliminare

### Tabellini
| Arbitro: | Marcenaro (Genova) |

|                                           |                      |                                          |
| Chajia 32’, 56’                           | Marcatori            | 52’ Carlini 88’ Verna                    |
| Gabrielloni Kabashi Walker Dkidak Bellemo | Tiri di rigore 3 – 4 | Carlini Vandeputte Verna Bombagi Vázquez |

| Arbitro: | Baroni (Firenze) |

|                                                   |                      |                                              |
| Falletti 63’                                      | Marcatori            | 25’ D'Angelo                                 |
| Paghera Capone Pettinari Mazzocchi Salzano Furlan | Tiri di rigore 4 – 3 | Plescia Aloi Tito De Francesco Maniero Rizzo |

| Arbitro: | Miele (Nola) |

|              |           |  |
| Carretta 47’ | Marcatori |  |

| Arbitro: | Minelli (Varese) |

|  |           |                           |
|  | Marcatori | 102’ Corazza 106’ Orlando |

### Risultati
| Squadra 1 | Risultato       | Squadra 2   |
| --------- | --------------- | ----------- |
| Padova    | 0 - 2 (dts)     | Alessandria |
| Ternana   | 1 - 1 (4-3 dtr) | Avellino    |
| Perugia   | 1 - 0           | Südtirol    |
| Como      | 2 - 2 (3-4 dtr) | Catanzaro   |

Note
1. ↑  Inversione di campo rispetto all'esito del sorteggio.

## Trentaduesimi

### Tabellini
| Arbitro: | Ghersini (Genova) |

|                       |           |                                            |
| Folorunsho 51’ (rig.) | Marcatori | 39’ Erlić 45+3’ Nikolaou 83’ (rig.) Colley |

| Arbitro: | Rapuano (Rimini) |

|                                                      |           |                      |
| Criscito 26’ (rig.) Chichizola 41’ (aut.) Kallon 88’ | Marcatori | 2’ Carretta 10’ Lisi |

| Arbitro: | Gariglio (Pinerolo) |

|                             |           |                |
| Pereyra 11’, 55’ Molina 53’ | Marcatori | 90+2’ D'Orazio |

| Arbitro: | Camplone (Pescara) |

|                                            |           |  |
| Vlahović 4’, 45+4’ González 37’ Venuti 51’ | Marcatori |  |

| Arbitro: | Cosso (Reggio Calabria) |

|                                   |           |                      |
| Improta 32’ Moncini 120+5’ (rig.) | Marcatori | 90+5’ (aut.) Moncini |

| Arbitro: | Di Martino (Teramo) |

|                          |           |                    |
| Okwonkwo 8’ Tounkara 40’ | Marcatori | 26’ Carlos Augusto |

| Arbitro: | Pairetto (Nichelino) |

|                                         |           |  |
| Günter 23’ Fazio 33’ (aut.) Lazović 42’ | Marcatori |  |

| Arbitro: | Manganiello (Pinerolo) |

|                                              |           |             |
| Marin 28’ Caracciolo 36’ (aut.) Deiola 45+3’ | Marcatori | 67’ Masucci |

| Arbitro: | Sacchi (Macerata) |

|                                               |           |                            |
| Bajrami 11’ Haas 30’ Mancuso 37’ Crociata 88’ | Marcatori | 39’ Dalmonte 56’ Lanzafame |

| Arbitro: | Serra (Torino) |

|             |           |                       |
| Brunetta 7’ | Marcatori | 9’, 76’ Coda 40’ Tuia |

| Arbitro: | Prontera (Bologna) |

|                                                                               |                      |                                                                        |
| Di Mariano 101’ (rig.)                                                        | Marcatori            | 93’ Gori                                                               |
| Sigurðsson Heymans Di Mariano Tessmann Vacca Ceccaroni Johnsen Caldara Ebuehi | Tiri di rigore 8 – 7 | Ciano Maiello Zampano Iemmello Vitale Brighenti Szymiński Zerbin Gatti |

| Arbitro: | Ayroldi (Molfetta) |

|                             |                      |                          |
| Mandragora Verdi Rauti Aina | Tiri di rigore 4 – 1 | Ciofani Vido Castagnetti |

| Arbitro: | Massimi (Termoli) |

|                           |                      |                           |
| Vulić 26’ Mulattieri 77’  | Marcatori            | 46’ Van de Looi 67’ Bajić |
| Molina Benali Mogoș Vulić | Tiri di rigore 4 – 2 | Bajić Moreo Ndoj Špalek   |

| Arbitro: | Zufferli (Udine) |

|                                                              |           |                                                               |
| Domínguez 38’ Arnautović 56’ Soriano 58’ Orsolini 76’ (rig.) | Marcatori | 6’ Agazzi 21’ Donnarumma 40’, 54’ Peralta 50’ (rig.) Falletti |

| Arbitro: | Fourneau (Roma 1) |

|                      |           |  |
| Bonazzoli 45+2’, 55’ | Marcatori |  |

| Arbitro: | Colombo (Como) |

|                                             |           |                                 |
| Quagliarella 28’ Gabbiadini 47’ Thorsby 52’ | Marcatori | 8’ Chiarello 45’ (rig.) Corazza |

### Risultati
| Squadra 1   | Risultato       | Squadra 2    |
| ----------- | --------------- | ------------ |
| Sampdoria   | 3 - 2           | Alessandria  |
| Torino      | 0 - 0 (4-1 dtr) | Cremonese    |
| Cagliari    | 3 - 1           | Pisa         |
| Cittadella  | 2 - 1           | Monza        |
| Fiorentina  | 4 - 0           | Cosenza      |
| Benevento   | 2 - 1 (dts)     | SPAL         |
| Venezia     | 1 - 1 (8-7 dtr) | Frosinone    |
| Bologna     | 4 - 5           | Ternana      |
| Genoa       | 3 - 2           | Perugia      |
| Salernitana | 2 - 0           | Reggina      |
| Udinese     | 3 - 1           | Ascoli       |
| Crotone     | 2 - 2 (4-2 dtr) | Brescia      |
| Pordenone   | 1 - 3           | Spezia       |
| Parma       | 1 - 3           | Lecce        |
| Empoli      | 4 - 2           | L.R. Vicenza |
| Verona      | 3 - 0           | Catanzaro    |

Note
1. ↑  Inversione di campo rispetto all'esito del sorteggio.

## Sedicesimi

### Tabellini
| Arbitro: | Minelli (Varese) |

|                                   |           |               |
| Heymans 49’ Črnigoj 66’ Forte 81’ | Marcatori | 53’ Pettinari |

| Arbitro: | Gualtieri (Asti) |

|                                                  |           |  |
| Pussetto 20’, 62’ De Maio 28’ Success 41’ (rig.) | Marcatori |  |

| Arbitro: | Serra (Torino) |

|            |           |  |
| Ekuban 76’ | Marcatori |  |

| Arbitro: | Dionisi (L'Aquila) |

|                                     |           |                                                   |
| Cancellieri 18’ Ilić 86’ Ragusa 88’ | Marcatori | 15’ La Mantia 66’ (rig.), 70’ Mancuso 74’ Bajrami |

| Arbitro: | Ferrieri Caputi (Livorno) |

|                                           |           |                |
| Deiola 16’ Ceter Valencia 40’ Pereiro 64’ | Marcatori | 85’ Donnarumma |

| Arbitro: | Zufferli (Udine) |

|                           |           |             |
| Milenković 19’ Sottil 47’ | Marcatori | 51’ Moncini |

| Arbitro: | Marini (Roma 1) |

|  |           |                              |
|  | Marcatori | 43’ Listkowski 55’ Calabresi |

| Arbitro: | Piccinini (Forlì) |

|                                   |           |                       |
| Quagliarella 16’ (rig.) Verre 60’ | Marcatori | 54’ (rig.) Mandragora |

### Risultati
| Squadra 1  | Risultato | Squadra 2   |
| ---------- | --------- | ----------- |
| Sampdoria  | 2 - 1     | Torino      |
| Cagliari   | 3 - 1     | Cittadella  |
| Fiorentina | 2 - 1     | Benevento   |
| Venezia    | 3 - 1     | Ternana     |
| Genoa      | 1 - 0     | Salernitana |
| Udinese    | 4 - 0     | Crotone     |
| Spezia     | 0 - 2     | Lecce       |
| Verona     | 3 - 4     | Empoli      |